# بيت المنعي (كحلان عفار)

تعديل مصدري - تعديل

بيت المنعي هي إحدى قرى عزلة عزان بمديرية كحلان عفار التابعة لمحافظة حجة، بلغ تعداد سكانها 24 نسمة حسب تعداد اليمن لعام 2004.